# Distretto di Chai Prakan
Chai Prakan (in thai ไชยปราการ) è un distretto (amphoe) situato nella provincia di Chiang Mai, in Thailandia.

## Storia
Il distretto minore (king amphoe) fu fondato il 1º gennaio 1988, quando 4 tambon furono separati dal distretto di Fang. Fu promosso a distretto il 4 luglio 1994.

## Geografia
I distretti confinanti sono quelli di Phrao, Chiang Dao, Fang e Mae Suai. All'estremità di nord-ovest, il distretto confina per alcuni chilometri con lo Stato Shan di Birmania.
La catena Khun Tan si estende da nord a sud lungo la zona orientale del distretto. Nella zona occidentale si trova la catena Daen Lao.

## Amministrazione
Il distretto Chai Prakan è diviso in 4 sotto-distretti (tambon), che sono a loro volta divisi in 44 villaggi (muban).
| n° | Nome                  | Villaggi | Abitanti |
| -- | --------------------- | -------- | -------- |
| 1  | Pong Tam (ปงตำ)       | 8        | 8.032    |
| 2  | Si Dong Yen (ศรีดงเย็น) | 18       | 15.329   |
| 3  | Mae Thalop (แม่ทะลบ)   | 7        | 7.314    |
| 4  | Nong Bua (หนองบัว)     | 11       | 14.085   |

## Galleria d'immagini

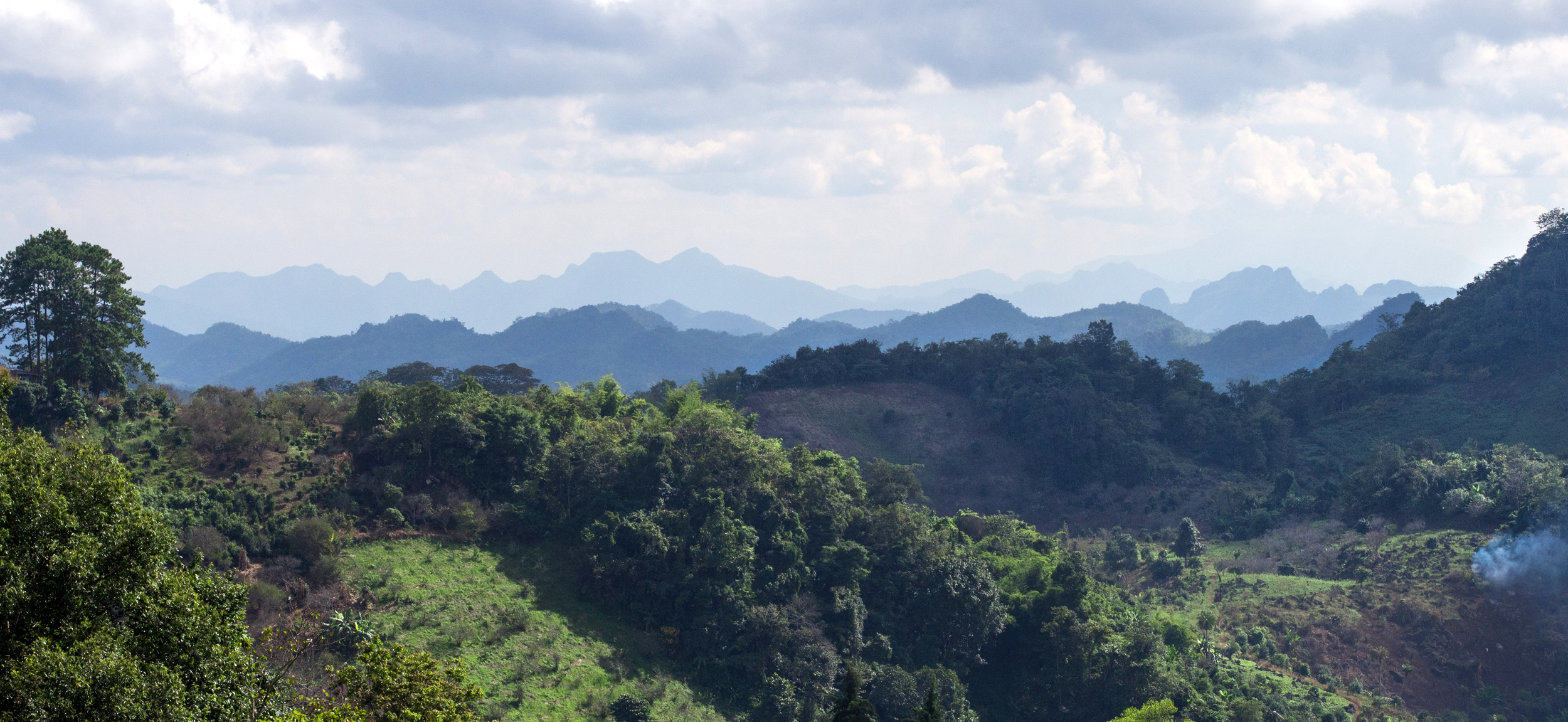
I monti Daen dalla strada 1340